# Edgerton (Wisconsin)
Edgerton ist eine Stadt (mit dem Status „City“) im Rock County und zu einem kleineren Teil im Dane County im US-amerikanischen Bundesstaat Wisconsin. Im Jahr 2010 hatte Edgerton 5461 Einwohner.

## Geografie
Edgerton liegt im mittleren Süden Wisconsins am Rock River, einem linken Nebenfluss des Mississippi. Wenige Kilometer östlich der Stadt befindet sich mit dem Lake Koshkonong ein 42 km² großer natürlicher Stausee des Rock River. Der am Mississippi gelegene Schnittpunkt der drei Bundesstaaten Wisconsin, Iowa und Illinois liegt 161 km westlich.
Die geografischen Koordinaten von Edgerton sind 42°50′07″ nördlicher Breite und 89°04′03″ westlicher Länge. Das Stadtgebiet erstreckt sich über eine Fläche von 10,72 km².
Nachbarorte von Edgerton sind Albion (an der nördlichen Stadtgrenze), Fort Atkinson (26,2 km nordöstlich), Milton (15 km südöstlich), Janesville (18,8 km südlich), Evansville (26 km westsüdwestlich), Dunkirk (16,2 km westnordwestlich) und Stoughton (19,5 km nordwestlich).
Die nächstgelegenen Großstädte sind Wisconsins Hauptstadt Madison (47,5 km nordwestlich), Green Bay (244 km nordnordöstlich), Milwaukee (114 km ostnordöstlich), Chicago (188 km südöstlich) und Rockford (67,1 km südlich).

## Verkehr
Entlang der östlichen Stadtgrenze verlaufen in Nord-Süd-Richtung auf einem gemeinsamen Streckenabschnitt die Interstate Highways 39 und 90. Im Zentrum von Edgerton kreuzen der als Hauptstraße von Nord nach Süd verlaufende U.S. Highway 51 und der in West-Ost-Richtung verlaufende Wisconsin State Highway 59. Alle weiteren Straßen sind untergeordnete Landstraßen, teils unbefestigte Fahrwege sowie innerörtliche Verbindungsstraßen.
Von Nordwest nach Südost verläuft durch Edgerton eine Eisenbahnstrecke der Wisconsin and Southern Railroad (WSOR), einer regionalen (Class II) Frachtverkehrsgesellschaft.
Die nächsten Flughäfen sind der Dane County Regional Airport in Madison (48,8 km nordwestlich) und der Chicago Rockford International Airport (76 km südlich).

## Bevölkerung
Nach der Volkszählung im Jahr 2010 lebten in Edgerton 5461 Menschen in 2227 Haushalten. Die Bevölkerungsdichte betrug 509,4 Einwohner pro Quadratkilometer. In den 2227 Haushalten lebten statistisch je 2,43 Personen.
Ethnisch betrachtet setzte sich die Bevölkerung zusammen aus 94,9 Prozent Weißen, 0,9 Prozent Afroamerikanern, 0,8 Prozent amerikanischen Ureinwohnern, 0,5 Prozent Asiaten sowie 1,4 Prozent aus anderen ethnischen Gruppen; 1,4 Prozent stammten von zwei oder mehr Ethnien ab. Unabhängig von der ethnischen Zugehörigkeit waren 4,1 Prozent der Bevölkerung spanischer oder lateinamerikanischer Abstammung.
26,0 Prozent der Bevölkerung waren unter 18 Jahre alt, 61,3 Prozent waren zwischen 18 und 64 und 12,7 Prozent waren 65 Jahre oder älter. 51,2 Prozent der Bevölkerung war weiblich.
Das mittlere jährliche Einkommen eines Haushalts lag bei 48.943 USD. Das Pro-Kopf-Einkommen betrug 25.333 USD. 6,8 Prozent der Einwohner lebten unterhalb der Armutsgrenze.

## Persönlichkeiten
- Harold D. Babcock (1882–1968), Astronom, geboren in Edgerton
- Sterling North (1906–1974), Schriftsteller, geboren und aufgewachsen in Edgerton
- Stanley Krippner (* 1932), Psychologe, Parapsychologe und Hochschullehrer, geboren in Edgerton
- Steve Stricker (* 1967), Profigolfer, geboren und aufgewachsen in Edgerton
- George Washington Blanchard (1884–1964), Abgeordneter des US-Repräsentantenhauses (1933–1935), praktizierte als Anwalt in Edgerton und verstarb hier